# Tiliqua adelaidensis
Espèce
Synonymes
- Cyclodus adelaidensis Peters, 1863

Statut de conservation UICN

 EN B1+2c : En danger
Tiliqua adelaidensis est une espèce de sauriens de la famille des Scincidae.

## Répartition
Cette espèce est endémique d'Australie. Elle se rencontre en Australie-Méridionale et en Tasmanie.

## Étymologie
Son nom d'espèce, composé de adelaid et du suffixe latin -ensis, « qui vit dans, qui habite », lui a été donné en référence au lieu de sa découverte, Adélaïde.

## Publication originale
- Peters, 1863 : Eine Übersicht der von Hrn. Richard Schomburgk an das zoologische Museum eingesandten Amphibien, aus Buchsfelde bei Adelaide in Südaustralien. Monatsberichte der Königlich Preussischen Akademie der Wissenschaften zu Berlin, vol. 1863, p. 228-236 (texte intégral).